# 上饶公主
上饶公主（？—937年），是中国五代十国南吴皇帝杨溥之女。
她在吴国太和年间嫁给左仆射徐景迁。徐景迁死后，公主不久也去世。徐景迁之父徐知诰取代吴国，建立齐国。册封徐景迁高平郡王，公主为燕国君，谥号贞庄。